# Astronomie gravitationnelle

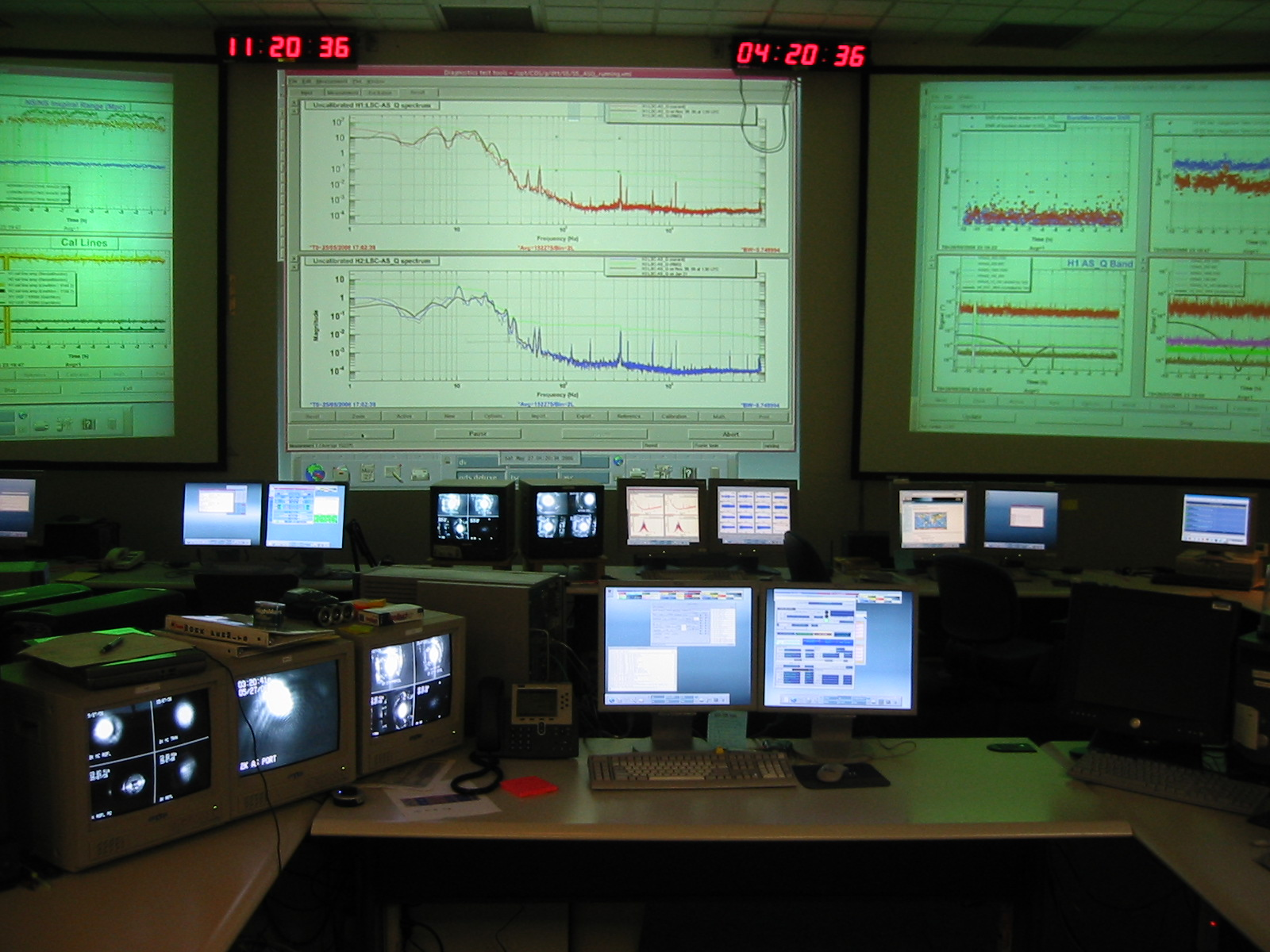
La chambre de contrôle de l'interféromètre LIGO, spécialisé dans la détection des ondes gravitationnelles.

L’astronomie gravitationnelle,, ou astronomie des ondes gravitationnelles, est la branche de l'astronomie qui observe les objets célestes grâce aux ondes gravitationnelles.

## Histoire
Les ondes gravitationnelles sont tout d'abord prédites par Albert Einstein lorsqu'il établit la théorie de la relativité générale, nouvelle théorie décrivant la gravitation en remplacement de la théorie établie par Isaac Newton au XVIIe siècle.
En 1974, Russell Alan Hulse et Joseph Hooton Taylor découvrirent le pulsar binaire PSR B1913+16, qui est constitué d'un pulsar et d'une étoile compagnon invisible mais qui est probablement aussi une étoile à neutrons. En 1979, des chercheurs ont présenté des mesures montrant une faible accélération des mouvements orbitaux du pulsar. Ce fut la première preuve que le système composé de ces deux masses mobiles émettait des ondes gravitationnelles. Hulse et Taylor partagèrent le prix Nobel de physique de 1993 « pour la découverte d'un nouveau type de pulsar, une découverte qui a ouvert de nouvelles possibilités pour l'étude de la gravitation ».

### Premières détections
Le 11 février 2016, la collaboration LIGO-Virgo annonce officiellement que les deux observatoires de LIGO ont détecté le 14 septembre 2015 des ondes gravitationnelles, événement nommé GW150914, produites par la coalescence de deux trous noirs (Virgo ne l'ayant pas détecté car en travaux).
Par la suite, deux autres détections réalisées par LIGO, en collaboration avec Virgo, sont confirmées : GW151226, détectée le 26 décembre 2015 et GW170104, détectée le 4 janvier 2017. Un autre signal, LVT151012, détecté le 12 octobre 2015 n'a pas été confirmé.
Fin 2018, la collaboration LIGO-Virgo annonce avoir détecté au total 11 événements astronomiques.

## Potentiel scientifique
L'astronomie traditionnelle repose sur le rayonnement électromagnétique. L'astronomie est née avec l'astronomie optique. Avec l'avancée des technologies, il est devenu possible d'observer d'autres parties du spectre électromagnétique, des ondes radio aux rayons gamma. Chaque nouvelle fréquence a apporté une nouvelle perspective et annoncé de nouvelles découvertes. À la fin du XXe siècle, la découverte des neutrinos solaires a fondé le domaine de l'astronomie neutrino, livrant un aperçu sur des phénomènes jusqu'alors invisibles comme le fonctionnement interne du Soleil,. L'observation des ondes gravitationnelles fournit un autre moyen de réaliser des observations grâce à la mise au point des détecteurs interférométriques.
Les ondes gravitationnelles fournissent des informations complémentaires à celles fournies par d'autres moyens. En combinant des observations d'un événement unique en utilisant différents moyens, il est possible d'obtenir une compréhension plus complète de la source de cet événement. Les ondes gravitationnelles peuvent également être utilisées pour observer des phénomènes qui sont invisibles (ou difficilement détectables) par d'autres méthodes, comme la mesure des propriétés d'un trou noir. 
Les ondes gravitationnelles peuvent être émises par de nombreux systèmes mais, pour produire un signal détectable, la source doit être composé d'objets très compacts se déplaçant à une fraction significative de la vitesse de la lumière dans le vide. La principale source est un système binaire de deux objets compacts. Ceci inclut : 
- Les systèmes binaires compacts composés de deux objets de masse stellaire en orbite rapproché comme des naines blanches, des étoiles à neutrons ou des trous noirs. Les plus larges systèmes binaires, qui ont les fréquences orbitales les plus faibles, sont une source pour les détecteurs comme LISA[12],[13]. Les systèmes binaires les plus rapprochés produisent un signal pour les détecteurs au sol comme Ligo[14]. Les détecteurs au sol peuvent potentiellement détecter les systèmes binaires contenant un trou noir de masse intermédiaire ou plusieurs centaines de masses solaires[15],[16].
- Les systèmes binaires de trous noirs supermassifs composé de deux trous noirs de 105 à 109 masses solaires. Les trous noirs supermassifs sont trouvés au centre des galaxies. Quand des galaxies fusionnent, leurs trous noirs supermassifs fusionnent aussi[17]. Ce sont potentiellement les sources d'ondes gravitationnelles les plus fortes. Les systèmes binaires les plus massifs sont une source pour PTAs (en)[18]. Les moins massifs (environ un million de masses solaires) sont une source pour les détecteurs spatiaux comme LISA[19].
- Les systèmes binaires composés d'un objet compact de masse stellaire orbitant autour d'un trou noir supermassif. Ce sont des sources pour les détecteurs comme LISA[19]. Les systèmes avec des excentricités orbitales importantes produisent une grande quantité d'ondes gravitationnelles quand les deux objets sont les plus proches[20] ; les systèmes avec des orbites presque circulaires émettent dans les fréquences détectées par LISA[21]. Ces systèmes binaires peuvent être observés sur de nombreuses orbites faisant d'eux d'excellentes sondes de la géométrie de l'espace-temps et permettant de réaliser des tests de la relativité générale[22].

Aux systèmes binaires, il s'ajoute d'autres sources potentielles :
- Les supernovae génèrent des explosions d'ondes gravitationnelles de hautes fréquences qui pourraient être détectées par le LIGO ou le Virgo[23].
- Les étoiles à neutrons sont des sources continues d'ondes gravitationnelles hautes fréquences si elles possèdent une symétrie axiale[24],[25].
- Les premiers processus de l'Univers comme l'inflation cosmique ou une transition de phase[26].
- Les cordes cosmiques pourraient également émettre des ondes gravitationnelles si elles existent[27].

Les ondes gravitationnelles interagissent seulement faiblement avec la matière, c'est pourquoi elles sont difficiles à détecter. Ce qui signifie également qu'elles peuvent voyager librement à travers l'Univers et ne sont pas absorbées ou diffusées comme les ondes électromagnétiques. Par conséquent, il est possible de les utiliser pour observer le centre de systèmes denses comme le cœur de supernovae ou le centre galactique. Il est également possible de voir plus loin dans l'histoire de l'Univers qu'avec le rayonnement électromagnétique, les débuts de l'Univers étant opaques à la lumière avant la recombinaison mais transparents aux ondes gravitationnelles.
L'habileté des ondes gravitationnelles à se déplacer librement à travers la matière signifie aussi que les observatoires d'ondes gravitationnelles, à la différence des télescopes, ne sont pas pointés vers une seule zone du ciel mais observent le ciel entier. Les observatoires étant plus sensibles dans certaines directions, il est donc avantageux de posséder un réseau d'observatoires.